# Härjedalens kontrakt
Härjedalens kontrakt var ett kontrakt inom Härnösands stift av Svenska kyrkan. Kontraktet utvidgades 2001 och bildade då Berg-Härjedalens kontrakt.
Kontraktskod var 1014 och omfattade från 1974 församlingar i Härjedalens kommun.

## Administrativ historik
Kontraktet bildades 1922 av hela Jämtlands södra kontrakt och omfattade:
- Svegs församling
- Älvros församling
- Linsells församling
- Lillhärdals församling
- Hede församling
- Vemdalens församling
- Storsjö församling
- Tännäs församling
- Ljusnedals församling
- Ytterhogdals församling
- Överhogdals församling
- Bergs församling som 1962 överfördes till Ovikens kontrakt
- Åsarne församling som 1962 överfördes till Ovikens kontrakt
- Rätans församling som 1962 överfördes till Ovikens kontrakt
- Klövsjö församling som 1962 överfördes till Ovikens kontrakt

1925 bildades
- Ängersjö församling